# Europska akademija znanosti i umjetnosti
Europska akademija znanosti i umjetnosti (lat. Academia Scientiarum et Artium Europaea) međunarodna je akademska organizacija, u koju je uključeno oko 1,500 vrhunskih znanstvenika i umjetnika koji se bave pitanjima, s kojima se suočava suvremena Europa i svijet putem različitih publikacija i kolokvija. Među njenim članovima nalazi se i 29 nobelovaca. Bez usmjerenja na financijsku dobit, ova akademija je osnovana sredstvima Europske unije,Austrije sredstvima javnih agencija i privatnim sponzorstvom, pritom ostajući ideološki i politički nezavisna. Akademija je zasnovana u Salzburgu, Austrija, 1990. godine, inicijativom kirurga kardiologa Felixa Ungera iz Salzburga, bečkog nadbiskupa Franza Königa te politologa i filozofa Nikolausa Lobkowicza.

## Alma Mater Europaea
Početkom 2000. godine akademija razvija sveučilišni projekt nazvan Alma Mater Europaea, koji se često imenuje i Europsko sveučilište za vodstvo (European University for Leadership).
U 2013. godini, Alma Mater Europaea započet će u Salzburgu. Rektor sveučilišta je njemački politolog prof. dr. Werner Weidenfeld a prorektor je slovenski pravnik i diplomat prof. dr. Ludvik Toplak. Od 2011. godine, Alma Mater Europae u Sloveniji djeluje kao visokoškolska ustanova pod nazivom Alma Mater Europaea – Evropski center Maribor (ECM) (hrv. Alma Mater Europaea - Europski centar Maribor). U 2011. godini je već oko 500 studenata upisanih na različitim preddiplomskim i poslijediplomskim programima. Tijekom srpnja 2011. godine, Alma Mater Europaea je, kao sastavnica Europske Akademije i znanosti (European Academy of Arts and Sciences) sponzorirala Ljetnu školu u St. Galleanu, u Švicarskoj. U godini 2012-2013 oko 800 studenata studira u kampusu Maribor. U početku 2013 sveučilište Alma Mater Europaea otvorilo je kampus u Salzburgu. U jeseni 2013. očekuje se da će oko 1000 studenata studirati u Austriji, Sloveniji i drugim državama.

## Deklaracija o klimatskim promjenama
U ožujku 2007. godine, Europska Akademija znanosti i umjetnosti je izdala deklaraciju u kojoj se očituje navodom da je, “Po svemu sudeći najvjerojatnije ljudska aktivnost snosi odgovornost za klimatske promjene uključujući povišenu koncentraciju stakleničkih plinova u atmosferi. Dokumentirane dugoročne klimatske promjene uključuju promjene u Artičkim temperaturama i ledu, ekstremnim vremenskim promjenama u obliku suša, jakih oborina, u slanosti oceana, toplinskim udarima i povećanom intenzitetu tropskih ciklona. Takav razvoj može imati dramatične posljedice na budućnost čovječanstva, te se s toga pozdravlja inicijativa organizacija Live Earth i Save Our Selves, koje putem osvješćavanja i iniciraju mobiliziranost čovječanstva u svrhu poduzimanja akcija po tom pitanju.

## Ustroj i članovi
Članovi su nominirani i izabrani od strane Senata Akademije, primjerice zbog zasluga na području znanstvenih istraživanja i drugih postignuća. Članstvo je priznanje i nagrada za znanstveni rad. Akademiju čine više od 1500 članova koji su organizirani u sedam znanstvenih disciplina:
I. Humanistika
II. Medicina
III. Umjetnost
IV. Prirodne znanosti
V. Društvene znanosti, Pravo i Ekonomija
VI. Tehničke znanosti i Znanosti o okolišu
VII. Svjetske religije

## Vanjske poveznice
- http://www.euro-acad.eu Službena stranica
- http://www.ameu.eu Website of the Alma Mater Europaea  Arhivirana inačica izvorne stranice od 26. srpnja 2013. (Wayback Machine)
- http://www.almamater.hr Službena stranica Sveučilište Alma Mater Europaea za Hrvatsku
- http://www.almamater.si Službena stranica Alma Mater Europaea - Europsko središte, Maribor